# 1964年夏季残疾人奥林匹克运动会瑞士代表团
1964年夏季残疾人奥林匹克运动会瑞士代表团是瑞士派出的1964年夏季残疾人奥林匹克运动会代表团。获得1枚银牌。